# Mallotus pleiogynus
Mallotus pleiogynus är en törelväxtart som beskrevs av Ferdinand Albin Pax och Käthe Hoffmann. Mallotus pleiogynus ingår i släktet Mallotus och familjen törelväxter. Inga underarter finns listade i Catalogue of Life.